# Stéatohépatite non alcoolique
 Mise en garde médicale
La stéatohépatite non alcoolique (ou NASH, de son acronyme anglophone non-alcoholic steatohepatitis) est une surcharge en graisse du foie (stéatose hépatique) sans rapport avec la prise d'alcool. Par raccourci médiatique, elle est aussi appelée maladie du soda ou encore maladie du foie gras. 
Les médecins estiment qu'en France six millions de personnes seraient touchées par la NASH. C’est une maladie le plus souvent asymptomatique, mais dont la prévalence est actuellement en augmentation en raison de la double épidémie mondiale de diabète de type 2 et d'obésité. 
Chez certains patients, la stéatose évolue vers une fibrose, puis une cirrhose, et parfois un cancer du foie (carcinome hépatocellulaire) confirmant l’intérêt de son diagnostic. Elle pourrait expliquer 16 à 32 % des cytolyses hépatiques inexpliquées et pourrait être ainsi la principale cause des cirrhoses dites cryptogéniques,.

## Épidémiologie
Il s'agit de l'atteinte hépatique la plus fréquente en Occident où elle constitue la première cause de perturbation du bilan hépatique biologique.  
La prévalence est proche de 25 %, plus forte au Moyen-Orient et en Amérique du Sud. En Europe, la prévalence chez les adultes est de 25 % en 2025. Aux États-Unis, plus de 50 % des adultes pourraient être touchés d'ici 2040. Cette maladie concernerait autour de 18 % de la population en France, dont quelque 200 000 personnes souffrant de complications inflammatoires. 
Son incidence tend à augmenter avec celle de l'obésité. Les personnes obèses et diabétiques de type 2 sont concernées au premier chef : près de 60 % d’entre elles sont atteintes de stéatose, et la fréquence de la fibrose sévère est de 7 %.

## Causes
L’étiologie de la NASH repose sur les trois troubles métaboliques et nutritionnels qui lui sont le plus souvent associés : l’obésité, le diabète sucré mal contrôlé, en général non insulino-dépendant de type 2, et l’hypertriglycéridémie. En général, ces troubles ont pour cause « une alimentation trop riche et […] une trop grande sédentarité ». Plus rarement la NASH est secondaire à une nutrition parentérale totale ou à une opération chirurgicale aboutissant à une dénutrition (gastroplastie, résection étendue du grêle ou lors de la prise prolongée de tamoxifène).
Par définition, on exclut les imprégnations alcooliques. Par convention on exclut également les hépatites virales, les maladies auto-immunes du foie (telles que la CBP et la CSP) ainsi que l'hémochromatose.
Les autres causes plus rares sont médicamenteuses : amiodarone, diltiazem, corticoïdes, estrogènes de synthèse, tamoxifène et médicaments antirétroviraux. Les problèmes nutritionnels peuvent également en être la cause : nutrition entérale ou parentérale mal équilibrée, régime mal équilibré après une chirurgie bariatrique.
L'exposition aux « produits chimiques éternels » (PFAS et PFOS) est de nature à favoriser la stéatohépatie et, par conséquent, le risque de carcinome hépatocellulaire.

## Clinique
La stéatohépatite non alcoolique (NASH) est dans 70 % des cas totalement asymptomatique. Une hépatomégalie de découverte fortuite est possible. Dans 30 % des cas, il existe une asthénie ainsi qu’une douleur de l’hypochondre droit à la palpation (le foie sain n'étant pas palpable). Cette douleur est secondaire à la mise en tension de la capsule de Glisson par la constitution rapide de la stéatose.

## Biologie
Le bilan biologique peut être totalement normal.
Il peut exister une augmentation de l’activité des aminotransférases aux alentours de deux à trois fois la limite supérieure de la normale avec une concentration d’ALAT supérieure à celle de l’ASAT (ce qui est différent dans le cas d'une atteinte due à l'alcool où le rapport est inversé). L’activité de la gammaGT sérique est fréquemment augmentée. L’activité des phosphatases alcalines est normale ou peu augmentée. La bilirubinémie est normale. À un stade plus avancé le rapport ALAT/ASAT tend à s'inverser.
Il existe des anomalies métaboliques liées à la cause : hyperglycémie ou intolérance au glucose, hypertriglycéridémie, hypercholestérolémie, hyperuricémie. La saturation de la transferrine est également augmentée de façon modérée, entre 40 et 50 %.

## Évolution

Les différentes évolutions possibles de la maladie du foie gras (en anglais).

Le premier stade, bénin, est celui de la stéatose hépatique, imprégnation de plus de 5 % des hépatocytes par des gouttelettes lipidiques. Selon les spécialistes, « la plupart des personnes qui ont un foie gras n’évolueront pas vers une forme grave, le dépistage est important, car ces maladies progressent lentement et donnent peu de symptômes ». 
Le stade suivant est l'hépatite stéatosique ou stéatohépatite avec inflammation du foie. La stéatohépatite non alcoolique est caractérisée par deux lésions : l'inflammation et le ballooning (ballonisation), à savoir le gonflement des hépatocytes. L'évolution vers la cirrhose est possible mais rare. Toutefois, l'incidence importante de la stéatohépatite non alcoolique fait qu'il s'agit d'une cause non exceptionnelle de cirrhose, avec ses complications, comme l'hépatocarcinome. Spécificité de la NASH, le carcinome hépatocellulaire peut se développer avant d'avoir atteint le stade de la cirrhose, ce que l'on ne retrouve pas dans l'hépatite alcoolique par exemple.

## Imagerie
L’échographie peut montrer la présence d’une augmentation de la taille du foie qui s’accompagne souvent d’un aspect hyperéchogène (le foie est brillant). Sa sensibilité reste médiocre pour diagnostiquer une stéatose ou un stade d'hépatite stéatotique. L'utilité d'une échographie abdominale dans les cas non compliqués reste discutée. L'IRM a, également, un grand intérêt pour le diagnostic.

## Diagnostic
La ponction biopsie hépatique est recommandée lorsqu’il s’agit d’un malade de plus de 50 ans avec une activité des aminotransférases supérieure à 1,5 fois la normale de façon prolongée et présentant des facteurs de risque tels qu’une obésité franche avec un indice de poids corporel supérieur à 28 kg/m2 ou une hypertriglycéridémie ou un diabète associé ou un rapport ASAT/ALAT supérieur à 1. En effet, une fibrose peut apparaître au bout de plusieurs années. Elle reste à ce jour la méthode la plus fiable pour diagnostiquer la NASH, bien qu'elle comporte des limites (coût, accessibilité, acte invasif, risques). Sa valeur négative prédictive n'est que de 74 %.

## Traitement et prévention
Sa prise en charge a fait l'objet de la publication de recommandations américaines publiées en 2018. Dans l'ensemble, il n'existe aucun médicament particulièrement efficace, et l'essentiel de la prise en charge se fait par l'assainissement de l'alimentation et du mode de vie, ainsi que le traitement des symptomes éventuels. 
La prise en charge de la surcharge pondérale ainsi que d'un éventuel diabète est nécessaire, l'amaigrissement permettant d'améliorer le bilan biologique hépatique et le contenu en graisse du foie. Un régime méditerranéen est parfois recommandé, même si le niveau de preuve de son efficacité reste faible dans cette maladie. La prise d'une dose de café quotidienne et l'exercice physique régulier semblent être deux facteurs protecteurs,. Une surveillance biologique régulière des transaminases doit être faite, afin de détecter une aggravation ou une complication.
La difficulté pour les patients de respecter ces règles hygiéno-diététiques réside dans le fait qu'une perte de poids d'au moins 10 % de la masse corporelle est nécessaire à une amélioration des paramètres histologiques de la maladie, ce que seuls 10 % des patients parviennent à atteindre par un changement de mode de vie.
La prescription des statines, données à des patients ayant des facteurs de risque cardiovasculaires et qui sont susceptibles également d'avoir, de par ces mêmes facteurs (obésité et diabète), des perturbations du bilan hépatique, doit être prudente, un effet secondaire possible étant l'aggravation de ce dernier. Si le taux de transaminases est inférieur à trois fois la normale, l'utilisation de statines peut être faite sans problème. Au-delà, leur prescription est déconseillée. La vitamine D et la vitamine E ont un certain intérêt. La pioglitazone a une efficacité discutée,. Le liraglutide et le sémaglutide semblent prometteurs. L'aspirine pourrait avoir un intérêt.
Selon une revue systématique et une méta-analyse dose-réponse d'essais contrôlés randomisés, la supplémentation en curcumine améliore les niveaux d'AST et d'ALT par rapport au groupe témoin.
La NASH est actuellement en passe de devenir en France la seconde cause de greffe du foie.  

## Traitements potentiels en cours d'études cliniques
La pathologie fait l'objet de nombreuses recherches cliniques, pour certaines assez avancées (phase 3). Une soixantaine de molécules sont en cours d'études avancées dont : Elafibranor, OCA,, Aramchol (en), Emricasan[réf. souhaitée], Simtuzumab[réf. souhaitée] et le resmetirom. Certaines ont cependant encore des effets secondaires indésirables comme l’augmentation du cholestérol, nécessitant des recherches plus approfondies.
Plusieurs agonistes au récepteur du glucagon-like peptide-1 ont montré une amélioration des lésions histologiques hépatiques. C'est le cas du tirzépatide et du survodutide. L'action du sémaglutide, par contre, s'est révélée être décevante.
Une firme dijonnaise, Inventiva, développe le lanifibranor, une molécule qui, administrée par voie orale, pourrait se révéler efficace dans le traitement de cette maladie.

## Lobbying des industriels du soda
La surconsommation de soda est identifiée comme une des causes principales de NASH, d'où son nom de « maladie du soda ». En conséquence, les industriels du soda, craignant pour leur image, ont mis en place un système de désinformation sophistiqué sur internet. Ainsi, une enquête du Canard enchaîné d'août 2018 révèle que 

« l'internaute qui tape "NASH" tombe en première occurrence sur le site du syndicat des boissons rafraîchissantes de France, le BRF [qui comprend Coca-Cola France, Orangina, PepsiCo France…], lequel l'emmène directement sur un texte intitulé "Mieux comprendre la […] maladie de Nash", lequel délivre une vérité qui coule de source : ladite pathologie « a parfois été appelée maladie du soda par abus de langage ou raccourci sémantique malheureux, elle n'est pas directement liée à la consommation de boissons sans alcool ». »

— Le Canard enchaîné, 8/8/18.
D'autres pages du même site, carrément intitulées « Dites non à la désinformation et aux raccourcis dangereux », ont depuis été retirées.